# 區鎮濠
區鎮濠（1989年—），前任香港大埔區議會（大元）區議員，區政聯盟成員，是已故前大埔中選區議員區鎮樺的弟弟。
2015年11月22日，區鎮濠首次參與區議會選舉，在大元選區以1,334票，不敵得2,017票的民建聯鄭俊平。
2019年11月24日，區鎮濠再次參與區議會選舉，在大元選區以3,677票，擊敗得2,092票的民建聯鄭俊平，得437票的蘇馬俊，和得118票的黃定欣，成功當選。

## 外部連結
- 區鎮濠的Facebook專頁較新
- 區鎮濠Facebook專頁 （页面存档备份，存于）